# Jim Leach

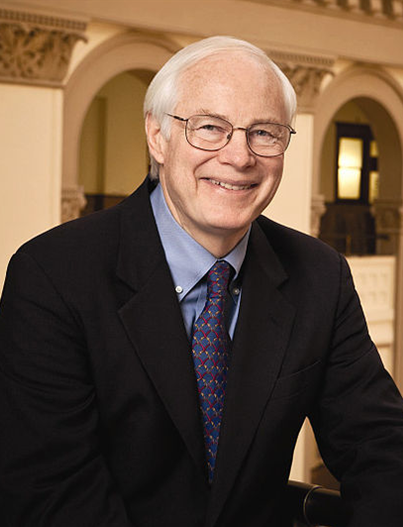
Jim Leach (2013)

James Albert Smith „Jim“ Leach (* 15. Oktober 1942 in Davenport, Iowa; † 11. Dezember 2024) war ein US-amerikanischer Politiker. Zwischen 1977 und 2007 vertrat er den Bundesstaat Iowa im US-Repräsentantenhaus.

## Werdegang
Jim Leach besuchte die öffentlichen Schulen in Davenport. Danach studierte er bis 1964 an der Princeton University sowie anschließend an der Johns Hopkins University in Washington, D.C. und von 1966 bis 1968 an der London School of Economics.
Leach wurde Mitglied der Republikanischen Partei. Zwischen 1965 und 1966 gehörte er zum Stab von Donald Rumsfeld, der damals Kongressabgeordneter für Illinois war. In den folgenden Jahren wurde Leach mit einigen diplomatischen Missionen betraut. Von 1968 bis 1969 arbeitete er für das Außenministerium. In den Jahren 1971 und 1972 war er Mitglied der amerikanischen Delegation auf einer Abrüstungskonferenz der UNO in Genf und auf den UNO-Vollversammlungen. Im weiteren Verlauf der 1970er Jahre bekleidete Leach weitere politische Ämter. So war er Mitglied einer Kommission, die sich mit internationalen Bildungs- und Kulturfragen befasste. In den Jahren 1974 und 1976 war er Delegierter zu den regionalen Parteitagen der Republikaner in Iowa.
Bei den Kongresswahlen des Jahres 1976 wurde Leach im ersten Wahlbezirk von Iowa in das US-Repräsentantenhaus in Washington gewählt, wo er am 3. Januar 1977 die Nachfolge des Demokraten Edward Mezvinsky antrat. Nach 14 Wiederwahlen konnte er bis zum 3. Januar 2007 15 zusammenhängende Legislaturperioden im Kongress absolvieren. Seit 2003 vertrat er den zweiten Distrikt als Nachfolger von Jim Nussle. Er galt in finanzieller Hinsicht als eher konservativ, in sozialen und außenpolitischen Angelegenheiten als liberal. 1991 unterstützte er den Zweiten Golfkrieg. Im Jahr 2002 war er einer von nur sechs Republikanern im Repräsentantenhaus, die gegen den Irakkrieg stimmten. Nachdem dieser aber doch beschlossen worden war, wollte er die Finanzierung des Krieges nicht gefährden und stimmte 2003 gegen Steuersenkungen. In einigen ethischen Fragen stand er den Demokraten näher als seiner eigenen Partei. Zwischen 1995 und 2001 war Leach Vorsitzender des Finanzausschusses. Bei den Wahlen des Jahres 2006 unterlag er David Loebsack.
Nach seiner Zeit im Repräsentantenhaus wurde Jim Leach Vorstandsmitglied einiger Non-Profit-Unternehmen und hielt Vorträge an der Princeton University. Zwischen 2007 und 2008 leitete er kommissarisch die politische Abteilung der Harvard University, das Institute of Politics an der John F. Kennedy School of Government. Im August 2008 wechselte Leach zur Demokratischen Partei und hielt eine Rede auf der Democratic National Convention. Bei der Präsidentschaftswahl dieses Jahres unterstützte er deren erfolgreichen Kandidaten Barack Obama. Im Juni 2009 wurde Leach vom inzwischen gewählten Präsidenten Obama zum Vorsitzenden der Bundesbehörde National Endowment for the Humanities ernannt. Leach hatte mit seiner Frau Elisabeth einen Sohn und eine Tochter. Die Familie lebte in Iowa City und in Princeton.
Er war Ehrendoktor der Finanzuniversität der Regierung der Russischen Föderation sowie seit 2010 Mitglied der American Academy of Arts and Sciences.